# Afrocandezea kamerunensis
Afrocandezea kamerunensis là một loài bọ cánh cứng trong họ Chrysomelidae. Loài này được Scherz & Wagner miêu tả khoa học năm 2007.